# Gonàlgia
Gonàlgia, és dolor al genoll o a les zones al voltant de l'articulació del genoll.
L'articulació del genoll consisteix en una articulació entre quatre ossos: el fèmur, la tíbia, el peroné i la ròtula. Hi ha quatre compartiments al genoll. Aquests són: els compartiments tibiofemorals medial i lateral, el compartiment patel·lofemoral i l'articulació tibiofibular superior. Els components de cadascun d'aquests compartiments poden patir esforços repetitius, lesions o malalties.
Córrer llargues distàncies pot causar dolor a l'articulació del genoll, ja que és un exercici d'alt impacte.

## Símptomes
La ubicació i la gravetat del dolor de genoll poden variar segons la causa del problema. Entre els signes i símptomes que de vegades acompanyen el dolor de genoll es poden citar:
- Inflor i rigidesa
- Vermellor  i escalfor al tacte
- Debilitat o inestabilitat
- Sorolls de cruixit o esclafit
- Incapacitat per redreçar completament el genoll

## Causes

### Lesions
Algunes lesions comunes segons la ubicació inclouen:
- Esquinç (esquinç de lligament)
  - lligament col·lateral medial
  - lligament col·lateral lateral
  - lligament encreuat anterior
  - lligament encreuat posterior
- Esquinçament de menisc[4]
  - menisc medial
  - menisc lateral
- Esquinç (esquinç muscular)
  - músculs quàdriceps
  - Músculs isquiotibials
  - múscul poplíti
  - Tendó rotulà
  - Tendó isquiotibial
  - Tendó popliti
- Hemartrosi : l'hemartrosi tendeix a desenvolupar-se en un període relativament curt després de la lesió, des d'uns minuts fins a unes poques hores.[5]

### Fractures
- Fractura femoral
- Fractura tibial
- Fractura de ròtula[6]

### Malalties
Entre les malalties que causen dolor al genoll es poden citar les següents:
- Osteoartritis de genoll[6]
- Condromalàcia rotuliana
- Quist de Baker
- Quist meniscal
- Menisc discoide
- Malaltia d'Osgood-Schlatter[6]
- Malaltia de Larsen-Johansson[6]
- Artritis reumatoide de genoll[6]
- Malaltia d'osteocondritis dissecant[7][8]
- Malaltia de la condromatosi sinovial[9]
- Tumors[10]
- Espondilitis anquilosant[11]
- Artritis reactiva[12]
- Artritis tuberculosa[13]
- Artritis sèptica ( artritis piogènica )[14]
- Osteomielitis[15]
- Artritis hemofílica[16]
- Gota (artritis gotosa)[17]
- Neuroma[6]

### Inflamacions
- Bursitis del genoll
  - Bursitis prepatel·lar - Genoll de la criada (més comú)
  - Bursitis infrapatel·lar - Genoll de clergue ( bursitis infrapatel·lar superficial i bursitis infrapatel·lar profunda )
  - Bursitis semimembranosa
- Tendinitis[6]
  - Tendinitis rotuliana ( genoll de saltador )
  - Tendinitis dels isquiotibials
  - Tendinitis poplítia
- Sinovitis del genoll

### Deformitats
Les deformitats comunes del genoll inclouen:
- Ròtula bipartida (ròtula en dues parts)
- Genu varum (potes arquejades)
- Genolls en valg (genolls encongits)
- Genu recurvatum ( hiperextensió del genoll )
- Deformitat en flexió de genoll

### Síndromes
- Síndrome de dolor rotulo-femoral[6]
- Síndrome de plica[6]
- Síndrome de la banda iliotibial[6]
- Síndrome de Hoffa[6][18]
- Síndrome d'hipermobilitat articular[19]

### Luxacions
- Luxació de la ròtula[20]
- Luxació de l'articulació del genoll ( luxació de l'articulació tibiofemoral )[21]

### Temperatura freda
El dolor de genoll és més comú entre les persones que treballen en fred que en les que treballen a temperatures normals. El dolor de genoll induït pel fred també pot ser degut a una tenosinovitis dels tendons que envolten el genoll, en què l'exposició al fred té un paper específic, ja sigui com a factor causant o contribuent. S'han descrit casos d'artritis de Frank en nens a causa de congelacions per fred extrem que causen lesions directes als condròcits.
També hi ha una malaltia hereditària, la síndrome autoinflamatòria del fred familiar (FCAS), que sovint presenta dolor al genoll, a més d'urticària, febre i dolor en altres articulacions, després d'una exposició general al fred.

### Dolor de genoll a causa d'una menor mobilitat física
Un nivell més baix d'activitat física i un entorn laboral on s'ha de seure en una cadira durant la jornada laboral és una de les raons per desenvolupar dolor a l'articulació del genoll, ja que el menor grau de moviment físic tendeix a debilitar els músculs del genoll. Els vasos sanguinis també es poden veure afectats, cosa que pot provocar el desenvolupament de dolors. Treballar en la construcció de força a través d'un rang complet de moviment és crucial per reconstruir la força i desfer-se del dolor de genoll.
A mesura que avança l'edat, el moviment de l'articulació del genoll implica una major fricció amb el teixit i els cartílags adjacents.

### Altres causes
- Laxitud lligamentosa
- Pinzament del coixinet adipós
- vessament de genoll
- Trombosi venosa profunda
- Malaltia vascular perifèrica
- Exostosi

### Dolor de genoll referit
El dolor referit és aquell dolor percebut en un lloc diferent del seu punt d'origen però innervat pel mateix segment espinal. De vegades, el dolor de genoll pot estar relacionat amb una altra zona del cos. Per exemple, el dolor de genoll pot provenir del turmell, el peu, les articulacions del maluc o la columna lumbar

## Diagnòstic
S'han d'evitar les ressonàncies magnètiques de genoll per dolor de genoll asimptomàtic o amb vessament, tret que hi hagi resultats no satisfactoris d'un programa de rehabilitació funcional.
En alguns diagnòstics, com ara en l'artrosi de genoll, la ressonància magnètica no resulta ser clara per a la seva determinació.

## Tractament
Tot i que la cirurgia té un paper en la reparació de lesions traumàtiques i ossos trencats, les cirurgies artroscòpiques no proporcionen millores significatives o duradores ni al dolor ni a la funció a les persones amb dolor de genoll i, per tant, gairebé mai s'haurien de realitzar. El dolor de genoll és un dolor causat pel desgast, com ara l'artrosi o un esquinçament de menisc. Els tractaments eficaços per al dolor de genoll inclouen exercicis de fisioteràpia, fàrmacs per reduir el dolor com l'ibuprofèn, estiraments articulars, cirurgia de reemplaçament de genoll i pèrdua de pes en persones amb sobrepès.
En general, una combinació d'intervencions sembla ser la millor opció per tractar el dolor de genoll. Es recomanen intervencions com ara exercicis dirigits tant al genoll com al maluc, reforç del peu i vendatge rotulià per a pacients que tenen dolor al genoll.
L'evidència actual suggereix que els factors psicològics estan elevats en individus amb dolor patel·lofemoral. Es creu que factors no físics com l'ansietat, la depressió, la por al moviment i la catastrofització tenen una correlació lineal amb l'augment de l'experiència del dolor i la disminució de la funció física. La catastrofització es defineix com imaginar el pitjor resultat possible d'una acció o esdeveniment. Els factors psicosocials poden tenir un impacte positiu o negatiu en l'adherència als programes de rehabilitació per al tractament del dolor de genoll. A més, els estudis han descobert que el dolor de genoll està associat negativament amb la qualitat de vida relacionada amb la salut, i que un augment del dolor de genoll s'associa amb una reducció de la qualitat de vida declarada pels pacients, en comparació amb aquells que no tenen dolor de genoll o el tenen de manera estable, fins i tot en la població de mitjana edat relativament més jove.

## Epidemiologia
Aproximadament el 25% de les persones majors de 50 anys pateixen dolor al genoll a causa de malalties degeneratives del genoll.

## Societat i cultura
Als Estats Units, es gasten més de 3.000 milions de dòlars cada any en cirurgies artroscòpiques de genoll que se sap que són ineficaces en persones amb dolor degeneratiu de genoll.